# CUE!
CUE!(큐!)는 일본의 소셜 게임 등을 서비스하고 있는 회사 리베르 엔터테인먼트(Liber Entertainment)에 발매한 모바일 장치 전용의 소셜 게임이다. 캐스트에는 16명의 신인 여성 성우를 기용해, 게임의 전개와 함께 성우의 육성도 진행시켜 나가는 게임이 전개된다.
2021년 2월 27일, 앱 개선에 업무를 집중시킬 필요성으로 인해 현 서비스를 같은 해 4월 30일에 중지한다는 발표가 있어, 예정대로 현 서비스 운영을 종료했다. 서비스 재개에 대해서는 미정.